# Frédéric Chassot
Frédéric Chassot (ur. 31 marca 1969 w Montagny) – piłkarz szwajcarski grający na pozycji napastnika. W swojej karierze 16 razy zagrał w reprezentacji Szwajcarii i strzelił w niej 2 gole.

## Kariera klubowa
Karierę piłkarską Chassot rozpoczął w klubie FC Fribourg. W sezonie 1986/1987 grał w nim w trzeciej lidze szwajcarskiej. Następnie odszedł do pierwszoligowego Neuchâtel Xamax. W 1988 roku wywalczył z tym klubem mistrzostwo Szwajcarii. Jesienią 1992 został wypożyczony do FC Basel, ale w 1993 roku wrócił do Neuchâtel Xamax i grał w nim do końca sezonu 1994/1995.
Latem 1995 roku Chassot przeszedł do Lausanne Sports. Na początku 1996 roku ponownie zmienił klub i został zawodnikiem FC Sion. Wiosną 1996 zdobył z nim Puchar Szwajcarii, a w sezonie 1996/1997 sięgnął z nim po dublet – mistrzostwo i puchar kraju.
W 1998 roku Chassot został piłkarzem FC Zürich. W 2000 roku zdobył z nim krajowy puchar, a w 2002 wrócił do Neuchâtel Xamax. Z kolei w sezonie 2002/2003 był piłkarzem FC Aarau. Latem 2003 odszedł do drugoligowego SC Young Fellows Juventus z Zurychu, a w sezonie 2003/2004 grał też w FC Sion, w którym zakończył swoją karierę.
| Sezon   | Klub            | Kraj       | Rozgrywki        | Mecze | Bramki |
| ------- | --------------- | ---------- | ---------------- | ----- | ------ |
| 1986/87 | FC Fribourg     | Szwajcaria | III liga         | ?     | ?      |
| 1987/88 | Neuchâtel Xamax | Szwajcaria | Nationalliga A   | 23    | 6      |
| 1988/89 | Neuchâtel Xamax | Szwajcaria | Nationalliga A   | 22    | 4      |
| 1989/90 | Neuchâtel Xamax | Szwajcaria | Nationalliga A   | 34    | 11     |
| 1990/91 | Neuchâtel Xamax | Szwajcaria | Nationalliga A   | 33    | 6      |
| 1991/92 | Neuchâtel Xamax | Szwajcaria | Nationalliga A   | 27    | 8      |
| 1992/93 | FC Basel        | Szwajcaria | Nationalliga A   | 13    | 10     |
| 1992/93 | Neuchâtel Xamax | Szwajcaria | Nationalliga A   | 18    | 5      |
| 1993/94 | Neuchâtel Xamax | Szwajcaria | Nationalliga A   | 26    | 6      |
| 1994/95 | Neuchâtel Xamax | Szwajcaria | Nationalliga A   | 30    | 2      |
| 1995/96 | Lausanne Sports | Szwajcaria | Nationalliga A   | 11    | 1      |
| 1995/96 | FC Sion         | Szwajcaria | Nationalliga A   | 18    | 2      |
| 1996/97 | FC Sion         | Szwajcaria | Nationalliga A   | 27    | 3      |
| 1997/98 | FC Sion         | Szwajcaria | Nationalliga A   | 14    | 9      |
| 1998/99 | FC Zürich       | Szwajcaria | Nationalliga A   | 32    | 9      |
| 1999/00 | FC Zürich       | Szwajcaria | Nationalliga A   | 27    | 4      |
| 2000/01 | FC Zürich       | Szwajcaria | Nationalliga A   | 25    | 4      |
| 2001/02 | FC Zürich       | Szwajcaria | Nationalliga A   | 23    | 5      |
| 2001/02 | Neuchâtel Xamax | Szwajcaria | Nationalliga A   | 7     | 4      |
| 2002/03 | FC Aarau        | Szwajcaria | Nationalliga A   | 31    | 8      |
| 2003/04 | SC YF Juventus  | Szwajcaria | Challenge League | 15    | 13     |
| 2003/04 | FC Sion         | Szwajcaria | Super League     | 20    | 2      |

## Kariera reprezentacyjna
W reprezentacji Szwajcarii Chassot zadebiutował 13 grudnia 1989 roku w przegranym 1:2 towarzyskim spotkaniu z Hiszpanią. W swojej karierze grał w eliminacjach do Euro 92, MŚ 1998 i Euro 2000. Od 1989 do 1999 roku rozegrał w kadrze narodowej 16 meczów i strzelił 2 gole.
| Mecze i gole w reprezentacji | Mecze i gole w reprezentacji | Mecze i gole w reprezentacji      | Mecze i gole w reprezentacji | Mecze i gole w reprezentacji | Mecze i gole w reprezentacji | Mecze i gole w reprezentacji |
| #                            | Data                         | Stadion                           | Rywal                        | Wynik                        | Gol                          | Rozgrywki                    |
| 1989                         | 1989                         | 1989                              | 1989                         | 1989                         | 1989                         | 1989                         |
| ---------------------------- | ---------------------------- | --------------------------------- | ---------------------------- | ---------------------------- | ---------------------------- | ---------------------------- |
| 1.                           | 13.12.1989                   | Santa Cruz de Tenerife, Hiszpania | Hiszpania                    | 1:2                          | 0                            | towarzyski                   |
| 1990                         |                              |                                   |                              |                              |                              |                              |
| 2.                           | 31.03.1990                   | Bazylea, Szwajcaria               | Włochy                       | 0:1                          | 0                            | towarzyski                   |
| 3.                           | 03.04.1990                   | Lucerna, Szwajcaria               | Rumunia                      | 2:1                          | 1                            | towarzyski                   |
| 4.                           | 17.10.1990                   | Glasgow, Szkocja                  | Szkocja                      | 1:2                          | 0                            | el. ME 1992                  |
| 5.                           | 14.11.1990                   | Serravalle, San Marino            | San Marino                   | 4:0                          | 1                            | el. ME 1992                  |
| 6.                           | 19.12.1990                   | Stuttgart, RFN                    | RFN                          | 0:4                          | 0                            | towarzyski                   |
| 1991                         |                              |                                   |                              |                              |                              |                              |
| 7.                           | 01.02.1991                   | Miami, Stany Zjednoczone          | Stany Zjednoczone            | 1:0                          | 0                            | towarzyski                   |
| 8.                           | 12.03.1991                   | Balzers, Liechtenstein            | Stany Zjednoczone            | 6:0                          | 0                            | towarzyski                   |
| 1997                         |                              |                                   |                              |                              |                              |                              |
| 9.                           | 10.02.1997                   | Hongkong, Hongkong                | Rosja                        | 1:2                          | 1                            | Carlsberg Cup 1997           |
| 10.                          | 02.04.1997                   | Lucerna, Szwajcaria               | Łotwa                        | 1:0                          | 0                            | towarzyski                   |
| 11.                          | 30.04.1997                   | Zurych, Szwajcaria                | Węgry                        | 1:0                          | 0                            | el. MŚ 1998                  |
| 1998                         |                              |                                   |                              |                              |                              |                              |
| 12.                          | 06.06.1998                   | Bazylea, Szwajcaria               | Jugosławia                   | 1:1                          | 0                            | towarzyski                   |
| 13.                          | 10.10.1998                   | Udine, Włochy                     | Włochy                       | 0:2                          | 0                            | el. ME 2000                  |
| 14.                          | 18.11.1998                   | Budapeszt, Węgry                  | Węgry                        | 0:2                          | 0                            | towarzyski                   |
| 1999                         |                              |                                   |                              |                              |                              |                              |
| 15.                          | 06.02.1999                   | Maskat, Oman                      | Słowenia                     | 2:0                          | 0                            | towarzyski                   |
| 16.                          | 10.02.1999                   | Maskat, Oman                      | Oman                         | 2:1                          | 0                            | towarzyski                   |